# A Gipsy Cavalier
A Gipsy Cavalier è un film muto del 1922 diretto da J. Stuart Blackton che ha tra i suoi interpreti principali il pugile francese Georges Carpentier.

## Produzione
Il film fu prodotto dall'International Artists.

## Distribuzione
Distribuito dalla Gaumont British Distributors, il film venne presentato al pubblico di Londra il 20 settembre 1922 con il titolo originale A Gipsy Cavalier (negli Stati Uniti, venne distribuito come A Gypsy Cavalier).